# Sint-Antoniuskapel (Maasbree)

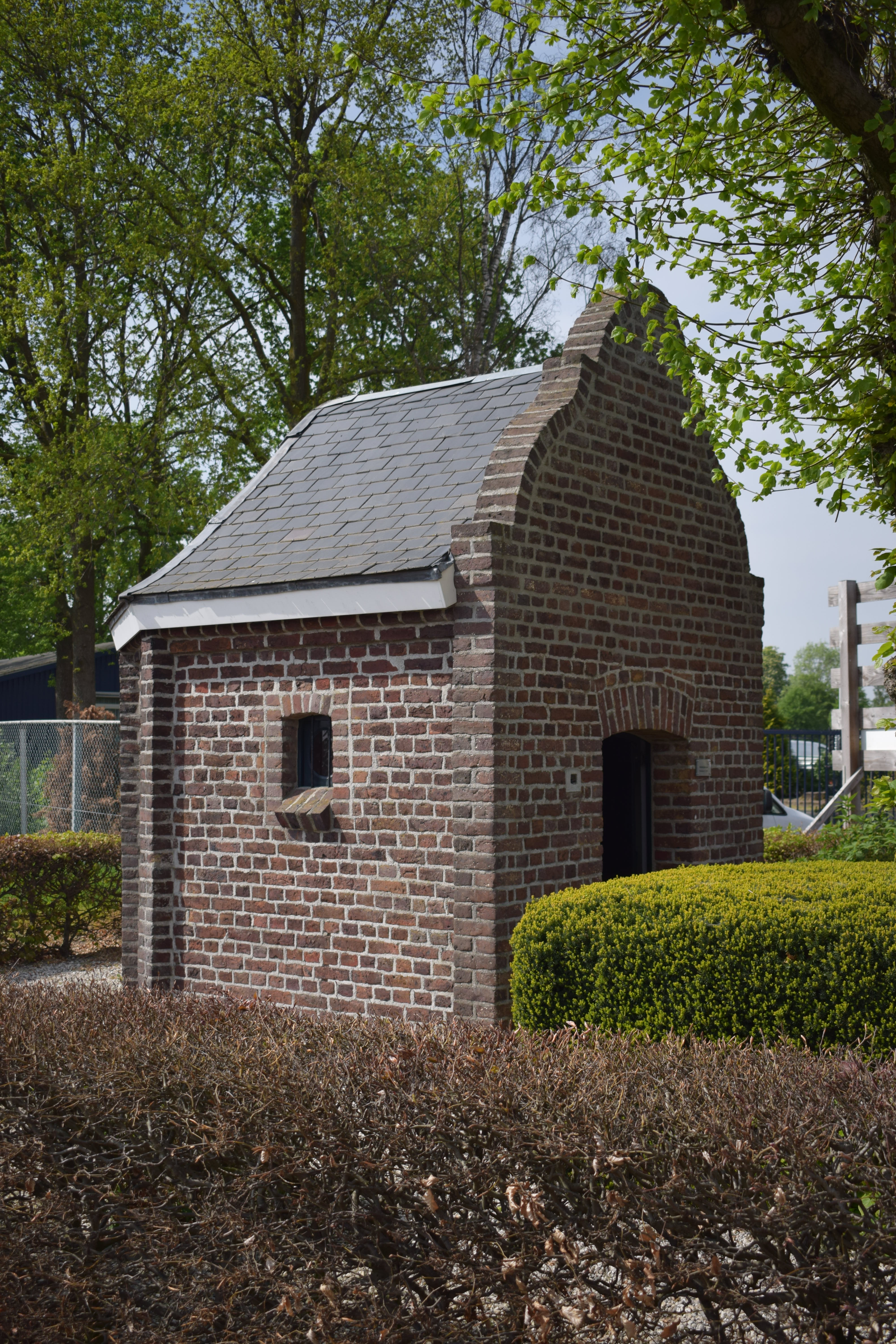
Sint-Antoniuskapel

De Sint-Antoniuskapel is een kapel in Maasbree in de Nederlands Noord-Limburgse gemeente Peel en Maas. De kapel staat aan de Oude Heldenseweg ten zuiden van het dorp. Naast de kapel staan er twee lindebomen.
Op ongeveer anderhalve kilometer naar het zuidoosten staat de Sint-Jozefkapel, op ongeveer twee kilometer naar het zuidoosten de Mariakapel in buurtschap Rinkesfort, op ongeveer 1100 meter naar het zuidwesten de Mariakapel van Lange Hout en op ongeveer een kilometer naar het noordwesten de Sint-Annakapel.
De kapel is gewijd aan de heilige Antonius van Padua.

## Geschiedenis
In 1860 was de kapel eigendom van de familie die woonachtig was op de boerderij Groot Laar. In 1868 werd de kapel geschonken aan het kerkbestuur.
In 1890 werd er een nieuwe versie van de kapel gebouwd.
Aan het einde van de 19e eeuw zou volgens verhalen een roversbende Maasbree en omstreken geteisterd hebben met berovingen en plunderingen. In een nacht werden ze bij deze kapel betrapt en werden door buurtbewoners in de kapel opgesloten. De veldwachter kon de rovers daarna eenvoudig inrekenen.
In de jaren voorafgaand aan de Tweede Wereldoorlog hield men jaarlijks in juni een processie naar de kapel.
Op 11 februari 1969 werd de kapel ingeschreven in het rijksmonumentenregister.

## Bouwwerk
De in rode bakstenen gebouwde kapel wordt gedekt door een licht geknikt schilddak met leien. In de zijmuren is er elk een segmentboogvormig venster aangebracht waarin smeedijzeren tralies zijn geplaatst. De frontgevel is een gezwenkte gevel met op de top een metalen kruis. In deze gevel is er een segmentboogvormige ingang die toegang verschaft tot de kapel.
Van binnen is de kapel wit gepleisterd, waarbij het plafond een lichtblauwe/grijze kleur heeft gekregen. In de achterwand bevindt zich een korfboogvormige nis waarin een houten beeld van Sint-Antonius van Padua geplaatst is achter een glazen deurtje. Boven deze nis is er een tekst aangebracht op de wand. Links en recht van de nis staat er op een console een heiligenbeeld, met links een beeld van Matteüs en rechts van Sint-Antonius-Abt in monnikspij. Ook hangt er een lijst met een geborduurde beeltenis van Onze-Lieve-Vrouw van Altijddurende Bijstand.

H. Antonius bid voor ons
— Tekst op achterwand boven de nis